# 털진드기과
털진드기과(Trombiculidae /trɒmbɨˈkjuːlɨdiː/[*])는 진드기아강 털진드기목에 딸린 과이다. 이 과에 속하는 버러지를 통틀어 털진드기(일본어: ツツガムシ 쯔쯔가무시[*])라고 한다.
0.1 ~ 3%의 개체가 쯔쯔가무시병의 병원체인 Orientia tsutsugamushi를 보균하고 있으며, 이에 흡착되면 쯔쯔가무시병에 감염된다.